# Башня Хатторпетагуне
Ба́шня Ха́тторпетагуне (эст. Hattorpe-tagune torn) — башня таллинской городской крепостной стены, располагается между башней Стольтинга и местом башни у старой русской церкви (эст. torn vana vene kiriku juures, не сохранилась). Памятник архитектуры XV века.

## История
Построена на рубеже XIV—XV веков.
Название башни связано с именем ратмана Хатторпе (правил в 1400—1410), дом которого располагался перед башней.
В 1878 году по проекту петербургского архитектора Рудольфа Бернгарда к средневековой башне была сделана пристройка в неоготическом стиле. В 1896 году башня была перестроена сыном Бернхарда — Эрвином. В настоящее время представляет собой частное жилое владение.
Около башни установлен памятник шотландскому поэту Роберту Бёрнсу (1759—1796).